# کلودیو دی اولیویرا
کلودیو دی اولیویرا (انگلیسی: Claudio de Oliveira؛ زادهٔ ۸ دسامبر ۲۰۰۸) بازیکن فوتبال است که در حال حاضر برای شلاهو در پست هافبک بازی می‌کند.
از باشگاه‌هایی که در آن بازی کرده است می‌توان به شلاهو اشاره کرد.
وی همچنین در تیم ملی فوتبال زیر ۱۷ سال گواتمالا بازی کرده است.